# Europaspiele 2015/Triathlon

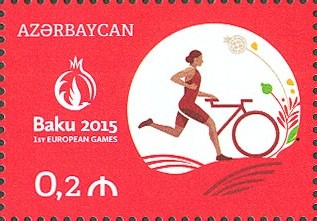

Bei den Europaspielen 2015 in Baku, Aserbaidschan wurden am 13. und 14. Juni 2015 zwei Wettbewerbe im Triathlon ausgetragen – je einer für Frauen und Männer.
Die „olympische Distanz“ im Triathlon beinhaltet 1,5 Kilometer Schwimmen, 40 Kilometer Radfahren und einen 10.000-Meter-Lauf. Austragungsort war der Bilgah Beach.

## Medaillengewinner

### Frauen
| Platz | Sportler              | Land        | Zeit (in h) |
| ----- | --------------------- | ----------- | ----------- |
| 1     | Nicola Spirig         | Schweiz     | 2:00:28     |
| 2     | Rachel Klamer         | Niederlande | 2:01:44     |
| 3     | Lisa Nordén           | Schweden    | 2:01:46     |
| 4     | Julija Jelistratowa   | Ukraine     | 2:03:11     |
| 5     | Tamara Gómez Garrido  | Spanien     | 2:03:27     |
| 6     | Aileen Reid           | Irland      | 2:03:58     |
| 7     | Alexandra Rasarjonowa | Russland    | 2:04:00     |
| 8     | Claire Michel         | Belgien     | 2:04:10     |

Datum: 13. Juni 2015, 9:30 Uhr
Das Rennen der Frauen war der erste Bewerb in Baku.
Knapp drei Jahre nach dem historischen Zielsprint im olympischen Triathlon von London trafen in Baku die amtierende Europameisterin auf der olympischen Distanz und Olympiasiegerin Nicola Spirig aus der Schweiz sowie die damals im Fotofinish knapp unterlegene Schwedin Lisa Nordén wieder aufeinander.
Spirig konnte das Rennen in Baku überlegen mit 1:16 Minuten Vorsprung auf die Niederländerin Rachel Klamer für sich entscheiden und Nordén belegte den dritten Rang.
Teilnehmerinnen:

23.  Lisa Sieburger (2:07:35 h)

LAP:  Theresa Moser

(LAP – Überrundet)

### Männer
| Platz | Sportler              | Land                   | Zeit (in h) |
| ----- | --------------------- | ---------------------- | ----------- |
| 1     | Gordon Benson         | Vereinigtes Königreich | 1:48:31     |
| 2     | João Pedro Silva      | Portugal               | 1:48:42     |
| 3     | Rostyslaw Pjewzow     | Aserbaidschan          | 1:49:04     |
| 4     | Aleksandr Latin       | Estland                | 1:49:21     |
| 5     | Richard Varga         | Slowakei               | 1:49:32     |
| 6     | Jonas Schomburg       | Türkei                 | 1:49:34     |
| 7     | Alexander Brjuchankow | Russland               | 1:49:42     |
| 8     | João José Pereira     | Portugal               | 1:49:46     |

Datum: 14. Juni 2015, 9:30 Uhr
Der Brite Gordon Benson, der im August 2014 noch Dritter bei der U23-Europameisterschaft war, konnte das Rennen der Männer für sich entscheiden und die erste Goldmedaille für das Vereinigte Königreich sichern. Mit der Goldmedaille qualifizierte er sich für die Olympischen Spiele 2016.
An zweiter Stelle mit elf Sekunden Rückstand lag der auf der abschließenden Laufstrecke starke Portugiese João Pedro Silva und auf dem dritten Rang der überraschend starke Lokalmatador Rostyslaw Pjewzow.
Teilnehmer:

09.  Andrea Salvisberg (1:50:07 h)

20.  Bob Haller (1:51:43 h)

26.  Jonas Breinlinger (1:52:55 h)

## Medaillenspiegel
| Rang | Land                   | Gold | Silber | Bronze | Gesamt |
| ---- | ---------------------- | ---- | ------ | ------ | ------ |
| 1    | Schweiz                | 1    | 0      | 0      | 1      |
| 1    | Vereinigtes Königreich | 1    | 0      | 0      | 1      |
| 3    | Niederlande            | 0    | 1      | 0      | 1      |
| 3    | Portugal               | 0    | 1      | 0      | 1      |
| 5    | Aserbaidschan          | 0    | 0      | 1      | 1      |
| 5    | Schweden               | 0    | 0      | 1      | 1      |